# ياروسلاف ماليكاريك
ياروسلاف ماليكاريك مواليد 22 ديسمبر 1977، هو سائق راليات سلوفاكي بدأ مسيرته في سنة 2011. كان أول رالي له هو رالي ألمانيا 2011. تنافس في بطولة العالم للراليات.